# Oswald Bischoff
Oswald Bischoff (ur. 22 listopada 1901 w Bytomiu, zm. 10 lutego 1976 w Osnabrück) – polski piłkarz występujący na pozycji pomocnika.
Bischoff przez całą karierę piłkarską był związany z 1. FC Katowice, dla którego występował w latach 1925–1934. W I lidze zadebiutował 3 kwietnia 1927 roku w wygranym 0:7 meczu z Ruchem Chorzów, zaś pierwszą bramkę strzelił 9 października tego samego roku w zwycięskim 4:3 spotkaniu z Polonią Warszawa. W sezonie 1927 Bischoff zdobył z 1. FC Katowice wicemistrzostwo kraju. Według źródeł, w 1936 roku wyjechał do Niemiec, gdzie mieszkał do śmierci.

## Statystyki

### Klubowe w latach 1927–1929
| Sezon | Klub           | Liga   | Liga krajowa | Liga krajowa |
| ----- | -------------- | ------ | ------------ | ------------ |
| Sezon | Klub           | Liga   | Mecze        | Bramki       |
| 1927  | 1. FC Katowice | I Liga | 23           | 1            |
| 1928  | 1. FC Katowice | I Liga | 26           | 0            |
| 1929  | 1. FC Katowice | I Liga | 24           | 0            |
| Razem | Razem          | Razem  | 73           | 1            |

## Sukcesy

### 1. FC Katowice
- Wicemistrzostwo Polski w sezonie 1927